# Johan Kjeldahl
Johan Gustav Christoffer Thorsager Kjeldahl, nascut el 16 d'agost de 1849 a Jaegerspris, illa de Sjælland i traspassat el 18 de juliol de 1900 a Tisvilde també a l'illa de Sjælland, va ser un químic danès. Es va ocupar principalment de l'estudi del sucre i el metabolisme de proteïnes a les plantes i el desenvolupament i la millora dels mètodes d'anàlisi química, i és conegut pel desenvolupament d'un mètode de determinació de nitrogen.

## Biografia
Johan Kjeldahl era fill d'un metge. Va finalitzar els estudis secundaris el 1867 a l'institut de l'Estat de Roskilde, i després va estudiar a l'Escola Politècnica de Copenhague (actualment Universitat Tècnica), on es va graduar el 1873. Després va treballar durant dos anys com a assistent en el laboratori químic de la Universitat Agrícola a Frederiksberg, fins que el 1875 va entrar a treballar al Laboratori de Recerca de la fàbrica de cervesa de Carlsberg. Aquí va realitzar inicialment estudis sobre la producció de cervesa, però més tard es va dirigir a qüestions científiques.

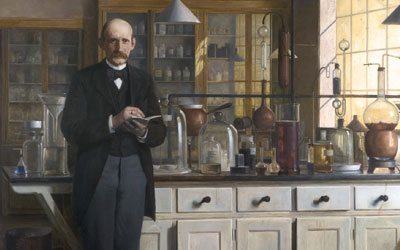
Johan Kjeldahl

Kjeldahl el 1890 va ser elegit membre de la Reial Acadèmia Danesa de Ciències i el 1892 de l'Acadèmia Noruega de Ciències. La Universitat de Copenhague el 1894 li va atorgar un títol honorari. A més, va rebre la Creu de Cavaller de l'Ordre de Dannebrog.
Va ser molt crític i exigent en termes de verificació i protecció dels seus resultats, cosa que va conduir-lo a la publicació de pocs treballs. Tampoc va ajudar-lo la seva salut que el duia a portar constants interrupcions per descansar de l'excés de treball. Era tímid i modest. El 1900 Søren Sørensen el va succeir al Laboratori Carslberg.

## Obra

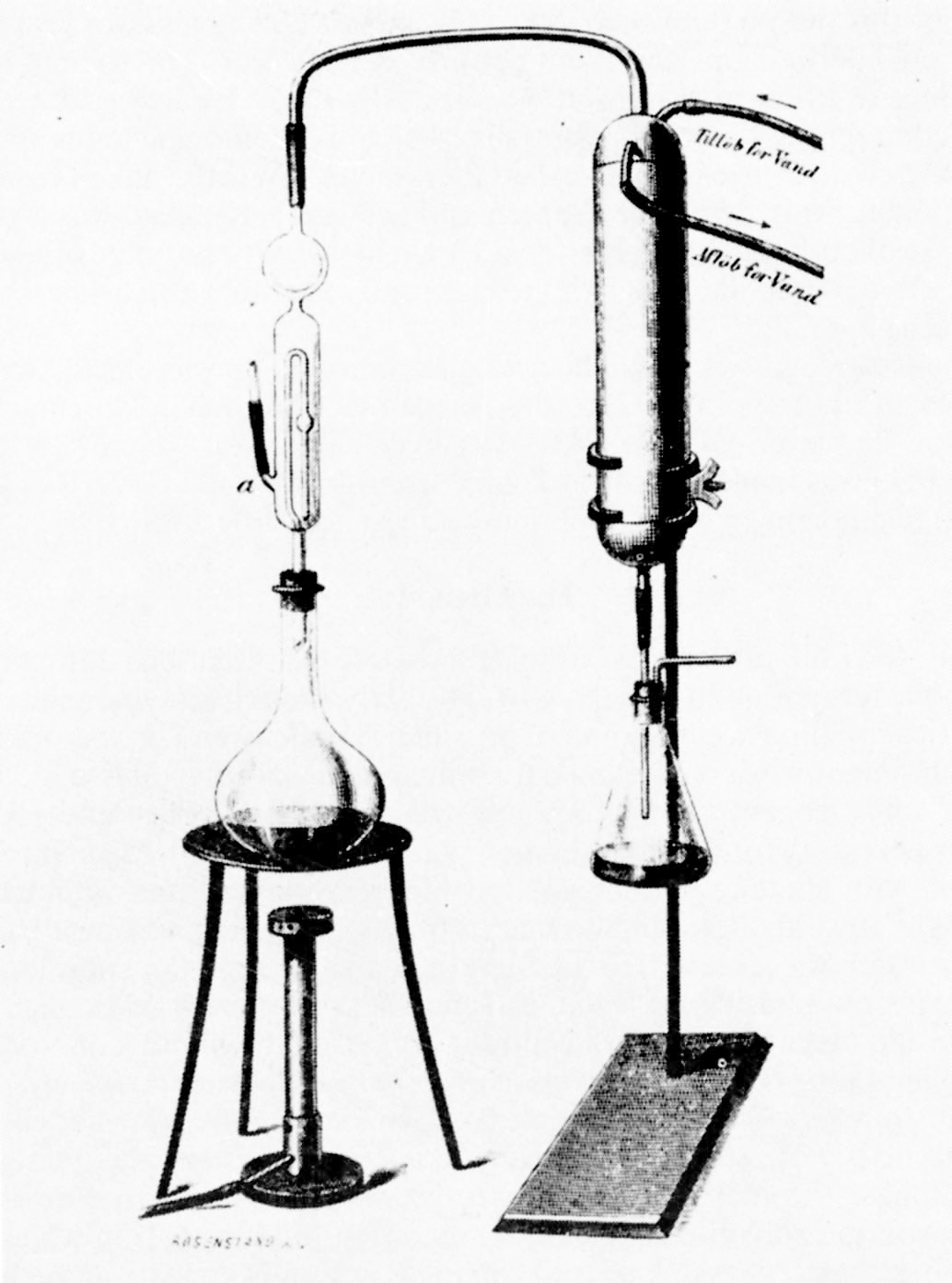
Aparell original del mètode Kjeldahl

En seus primers anys en el Laboratori Carlsberg, Kjeldahl tractar en particular amb l'anàlisi de most i cervesa, així com amb les investigacions sobre la influència de la temperatura i altres factors externs sobre l'activitat de sucre en la formació d'enzims. Va publicar (1878, 1879 i 1881) tres documents als informes del laboratori on es descriu, entre altres coses, com millorar la detecció de sucre utilitzat per a la valoració els reactius de Fehling. Inicialment, es va dedicar a l'estudi des enzims i després a estudis fisiològics sobre el metabolisme dels carbohidrats.
És conegut pel «mètode de Kjeldahl» (de vegades anomenat kjeldahlometria) per a la determinació de nitrogen, que havia desenvolupat a partir de 1881 en un estudi sobre la germinació de llavors de plantes per investigar el seu contingut en proteïnes que va publicar el 1883. Aquest mètode permet més enllà de la seva inicial aplicació una àmplia varietat de determinacions de proteïnes en materials d'origen animal o vegetal. És un mètode senzill que es pot realitzar amb un èquip no gaire complex i té un camp d'aplicació molt ampli. Dona resultats precisos i reproductibles quan s'aplica a mostres que contenen nitrogen proteínic i així es va fer popular arreu del món. Roman fins al present norma de referència en anàlisi d'aliments per a la determinació del contingut de proteïnes. Ha donat el seu nom a un matràs, el matràs de Kjeldahl.
A més, Kjeldahl, va descriure la influència d'oxigen com una important font d'error en la determinació de sucres per reducció amb sals de coure. En altres estudis, va investigar la rotació òptica de les proteïnes vegetals.
Obres destacades
- «Neue Methode zur Bestimmung des Stickstoffs in organischen Körpern» (en alemany). Fresenius' Zeitschrift für analytische Chemie, 22, 1, desembre 1883pàgines=366–382.